# Anoja (gmina)
Anoja (gr. Δήμος Ανωγείων, Dimos Anojion) – gmina w Grecji, na Krecie, w administracji zdecentralizowanej Kreta, w regionie Kreta, w jednostce regionalnej Retimno. Siedzibą gminy jest Anoja. Składa się z dwóch miejscowości: Anoja i Sisarcha. W 2011 roku liczyła 2379 mieszkańców.